# Panamerikanische Spiele 2023/Rudern
Bei den Panamerikanischen Spielen 2023 in der chilenischen Hauptstadt Santiago de Chile fanden vom 21. bis 25. Oktober 2023 im Rudern 15 Wettbewerbe statt, davon je sieben bei den Männern und bei den Frauen sowie ein gemischter Wettkampf. Austragungsort war die Laguna Grande.

## Bilanz

### Medaillenspiegel
| Platz  | Land               | Gold | Silber | Bronze | Gesamt |
| ------ | ------------------ | ---- | ------ | ------ | ------ |
| 1      | Vereinigte Staaten | 5    | 4      | 1      | 10     |
| 2      | Chile              | 3    | 5      | 2      | 10     |
| 3      | Uruguay            | 2    | 2      | 1      | 5      |
| 4      | Mexiko             | 2    | —      | 4      | 6      |
| 5      | Kuba               | 1    | 2      | 1      | 4      |
| 6      | Kanada             | 1    | 1      | 2      | 4      |
| 7      | Brasilien          | 1    | 1      | —      | 2      |
| 8      | Argentinien        | —    | —      | 2      | 2      |
| 8      | Paraguay           | —    | —      | 2      | 2      |
| Gesamt | Gesamt             | 15   | 15     | 15     | 45     |

### Medaillengewinner
Männer
| Disziplin                   | Gold | Silber | Bronze |
| --------------------------- | --- | --- | --- |
| Einer                       | Lucas Verthein | James Plihal | Juan José Flores |
| Doppelzweier                | UruguayNewton Seawright Martín Zócalo                                                                                                | KubaReidy Cardona Carlos Ajete                                                                                                  | Vereinigte StaatenMark Couwenhoven Casey Fuller                                                                             |
| Leichtgewichts-Doppelzweier | MexikoMiguel Ángel Carballo Alexis López                                                                                             | ChileCésar Abaroa Eber Sanhueza                                                                                                 | ArgentinienAlejandro Colomino Pedro Dickson                                                                                 |
| Doppelvierer                | UruguayBruno Cetraro Marcos Sarraute Felipe Klüver Leandro Salvagno                                                                  | ChileFrancisco Lapostol Brahim Alvayay Óscar Vásquez Andoni Habash                                                              | MexikoRicardo de la Rosa Tomás Manzanillo André Simsch Rafael Mejía                                                         |
| Zweier ohne Steuermann      | Vereinigte StaatenAlexander Hedge Ezra Carlson                                                                                       | UruguayEsteban Sosa Leandro Rodas                                                                                               | MexikoHugo Reyes Jordy Gutiérrez                                                                                            |
| Vierer ohne Steuermann      | ChileAlfredo Abraham Ignacio Abraham Nahuel Reyes Marcelo Poo                                                                        | KubaAndrey Barnet Leduar Suárez Carlos Ajete Reidy Cardona                                                                      | UruguayMartín Zócalo Marcos Sarraute Newton Seawright Leandro Salvagno                                                      |
| Achter                      | KubaRoberto Paz Luis León Henry Heredia Francisco Romero Andrey Barnet Leduar Suárez Carlos Ajete Reidy Cardona Juan Carlos González | UruguayBruno Cetraro Felipe Klüver Leandro Rodas Mauricio Lopez Marcos Sarraute Newton Seawright Leandro Salvagno Martín Zócalo | ChileOscar Vásquez Marcelo Poo Brahim Alvayay Francisco Lapostol Alfredo Abraham Ignacio Abraham Nahuel Reyes Andoni Habash |

Frauen
| Disziplin                   | Gold | Silber | Bronze |
| --------------------------- | --- | --- | --- |
| Einer                       | Kenia Lechuga | Beatriz Tavares | Nicole Martínez |
| Doppelzweier                | Vereinigte StaatenVeronica Nicacio Madeleine Focht                                                                              | ChileMelita Abraham Antonia Abraham | KanadaAlizée Brien Shaye de Paiva |
| Leichtgewichts-Doppelzweier | ChileAntonia Liewald Isidora Niemeyer                                                                                           | Vereinigte StaatenMary Wilson Elizabeth Martin | ArgentinienSonia Baluzzo Evelyn Silvestro |
| Doppelvierer                | Vereinigte StaatenGrace Joyce Veronica Nicacio Madeleine Focht Katherine Horvat                                                 | ChileCristina Hostetter Victoria Hostetter Melita Abraham Antonia Abraham                                                                                         | KanadaKendra Hartley Parker Illingworth Alizée Brien Shaye de Paiva                                                                                     |
| Zweier ohne Steuerfrau      | Vereinigte StaatenHannah Paynter Isabela Darvin                                                                                 | KanadaOlivia McMurray Abby Dent | ParaguayNicole Martínez Alejandra Alonso |
| Vierer ohne Steuerfrau      | ChileMelita Abraham Antonia Abraham Victoria Hostetter Magdalena Nannig                                                         | Vereinigte StaatenHannah Paynter Isabela Darvin Cristina Pretto Lauren Miller                                                                                     | MexikoMaría García Devanih Plata Maite Arrillaga Mildred Mercado                                                                                        |
| Achter                      | KanadaLeia Till Abby Dent Alizée Brien Abby Speirs Kendra Hartley Olivia McMurray Parker Illingworth Shaye de Paiva Kristen Kit | Vereinigte StaatenGrace Joyce Veronica Nicacio Madeleine Focht Katherine Horvat Hannah Paynter Isabela Darvin Cristina Pretto Lauren Miller Colette Lucas-Conwell | ChileMelita Abraham Antonia Abraham Isidora Niemeyer Antonia Pichott Antonia Liewald Victoria Hostetter Cristina Hostetter Magdalena Nannig Isis Correa |

Mixed
| Disziplin | Gold | Silber | Bronze |
| --------- | --- | --- | --- |
| Achter    | Vereinigte StaatenIsabela Darvin Ezra Carlson Alexander Hedge James Philal Mark Couwenhoven Lauren Miller Hannah Paynter Cristina Pretto Colette Lucas-Conwell | ChileAntonia Abraham Melita Abraham Alfredo Abraham Ignacio Abraham Óscar Vásquez Francisco Lapostol Magdalena Nannig Victoria Hostetter Isidora Soto | KubaAna Laura Jiménez Milena Venega Andrey Barnet Leduar Suárez Natalie Morales Yariulvis Cobas Carlos Ajete Reidy Cardona Juan Carlos González |